# The Secret of NIMH
The Secret of NIMH (bra: A Ratinha Valente; prt: O Segredo de NIMH ou A Jóia Encantada) é um filme de animação estadunidense dos gêneros aventura e fantasia sombria de 1982 dirigido por Don Bluth, sendo sua estréia como diretor. O filme é uma adaptação do romance infantil Mrs. Frisby and the Rats of NIMH de Robert C. O'Brien, publicado em 1971; o nome da personagem Sra. Frisby no romance original acabou sendo alterado para Sra. Brisby durante a produção  do filme devido a preocupações de reivindicação de marca registrada da empresa de discos Frisbee.
Conta com as vozes de Elizabeth Hartman, Dom DeLuise, Arthur Malet, Derek Jacobi, Hermione Baddeley, John Carradine, Peter Strauss e Paul Shenar. Foi produzido nos estúdios da Aurora Productions e distribuído pela MGM/UA Communications Co. através do selo da United Artists.
Lançado em 2 de julho de 1982 nos Estados Unidos, The Secret of NIMH foi bem recebido pela crítica e se tornou um modesto sucesso de bilheteria, arrecadando um pouco mais de catorze milhões e seiscentos mil dólares de receita doméstica contra um orçamento estimado em um pouco mais de seis milhões. Em 1998, foi lançada a sequência diretamente em vídeo The Secret of NIMH 2: Timmy to the Rescue, que foi feita com nenhuma participação de Bluth. Em 2015, um remake em CGI/live-action foi relatado como estando em fase de pré-produção.

## Enredo
A Sra. Brisby, uma tímida e viúva mãe rata, vive em um bloco de concreto com seus filhos em um campo na fazenda dos Fitzgibbons. Ela se prepara para tirar sua família do campo quando o tempo da aração se aproxima, mas seu filho Timothy ficou doente. Ela visita o Sr. Ages, outro rato e amigo de seu falecido marido, Jonathan. Sr. Ages diagnostica Timothy com pneumonia e lhe fornece remédios e avisa que Timothy deve ficar dentro de casa por pelo menos três semanas ou ele morrerá. No caminho de casa, ela encontra Jeremy, um corvo desajeitado, mas amigável. Ambos escapam por pouco do gato dos Fitzgibbons, Dragão.
No dia seguinte, a Sra. Brisby descobre que o agricultor Fitzgibbons começou a arar cedo. Apesar de sua vizinha, tia Megera, ajudá-la a desativar seu trator, a Sra. Brisby sabe que precisa elaborar outro plano. Jeremy leva-a para conhecer o Grande Coruja, que lhe diz não poder ajudá-la, até ouvir seu sobrenome. Assim aconselhando visitar um grupo de ratos que vivem debaixo de uma roseira na fazenda e seu líder sábio e místico Nicodemos.
A Sra. Brisby entra na roseira e encontra um agressivo guarda chamado Brutus, que a persegue. Ela é levada de volta pelo Sr. Ages e fica impressionada ao ver o uso de eletricidade e outras tecnologias pelos ratos. Ela conhece Justin, o simpático capitão da guarda, e Jenner, um rato impiedoso e sedento de poder, oposto a Nicodemos e, finalmente, ao próprio Nicodemos. Ela aprende com ele que muitos anos antes o seu marido, junto com os ratos e o Sr. Ages, participou numa série de experimentos em um local conhecido como National Institutes of Mental Health, a NIMH. Os experimentos aumentaram sua inteligência, permitindo que eles escapassem, além de estender seu tempo de vida e retardar seu processo de envelhecimento. No entanto, eles são incapazes de viver apenas como ratos, precisando de tecnologia humana para sobreviver, o que eles só conseguiram roubar. Os ratos inventaram "O Plano", que é deixar a fazenda e viver de forma independente. Nicodemos dá à Sra. Brisby um amuleto chamado "A Pedra", que lhe dá poder mágico quando seu portador é corajoso.
Por causa do relacionamento do marido com os ratos, eles concordam em ajudar a Sra. Brisby a mudar para casa. Primeiro, eles precisam drogar Dragão para que eles possam completar o movimento com segurança. Só a Sra. Brisby pode fazer isso, pois ela é a única pequena o suficiente para caber no buraco que leva à casa; Jonathan foi morto por Dragão em uma tentativa anterior, enquanto o Sr. Ages quebrou a perna em outra. Naquela noite, ela coloca a droga em sua ração, mas o filho dos Fitzgibbons, Billy, a pega. Enquanto presa em uma gaiola, ela ouve uma conversa telefônica entre Paul Fitzgibbons e a sede da NIMH e descobre que o instituto pretende exterminar os ratos no dia seguinte. Ela escapa da gaiola e corre para avisar os ratos.
Os ratos estão movendo o bloco dos Brisby para o abrigo de pedra, com as crianças dentro, usando um sistema de corda e roldana durante uma tempestade. Jenner, que deseja que os ratos permaneçam na roseira, sabota as cordas com seu relutante cúmplice Sullivan, fazendo com que a assembleia se separe e mate Nicodemos. A Sra. Brisby chega e tenta convencer os ratos que a NIMH está chegando e eles devem sair, mas Jenner a ataca e tenta roubar o amuleto. Sullivan alerta Justin, que corre para ajudar a Sra. Brisby. Jenner fere mortalmente Sullivan e envolve Justin em uma luta de espadas, o que termina com Sullivan matando Jenner antes de morrer.
O bloco dos Brisby começa a afundar na lama, mas Justin e os ratos não conseguem levantá-la. A vontade da Sra. Brisby de salvar seus filhos dá poder ao amuleto, que ela usa para levantar a casa e levá-la para o abrigo. Na manhã seguinte, os ratos partiram para o Vale dos Espinhos com Justin como seu novo líder, e Timothy começa a se recuperar. Jeremy eventualmente encontra uma corvo fêmea que é tão desajeitada quanto ele, o filme termina com os dois voando juntos.

## Elenco
- Elizabeth Hartman como a Sra. Brisby, a personagem principal da história. É uma rata que acabou de ficar viúva. Porém, não tem muito tempo para se lamentar disso, pois seu filho Timmy está com pneumonia e pode morrer se ela não conseguir transferir sua casa para um lugar seguro; ela precisa se mudar, arriscando Timmy a morrer no frio. Uma das personagens mais humanas da animação (apesar de ser uma rata), demonstra suas emoções com clareza e é extremamente simpática com todos.
- Dom DeLuise como Jeremy, um corvo que está à procura do seu grande amor, porém, é muito atrapalhado para isso e sempre solicita a ajuda da Sra. Brisby para desenrolá-lo de seus barbantes. Apesar disso, tem um bom coração e sempre está disposto a ajudar.
- Derek Jacobi como Nicodemus, o líder dos ratos fugitivos do laboratório da NIMH. É um rato que aparenta ser caduco, mas é muito inteligente e perspicaz, fazendo com que todos o admirarem muito.
- Hermione Baddeley como a Tia Megera (em inglês Auntie Shrew), a rata grosseira que toma conta de todos os animais da fazenda. É um pouco zangada mas gosta muito da Sra. Brisby e de seus filhos, apesar de viver brigando com Martin.
- Arthur Malet como o Sr. Ages/Eras (em inglês Mr. Ages), um velho camundongo que também é fugitivo da NIMH. Ele ajuda Nicodemus a comandar os ratos, é um pouco mal-humorado, mas sempre acaba ajudando.
- Peter Strauss como Justin, o chefe da guarda dos ratos da NIMH, é um jovem rato que está disposto a arriscar sua vida pelos seus amigos, principalmente por Nicodemus. Tem uma grande simpatia e respeito pela Sra. Brisby principalmente por ser a viúva de Jonathan. No final, ele é eleito o novo líder dos ratos da NIMH.
- Paul Shenar como Jenner, o vilão principal do filme. Com sua própria arrogância, ele resolve matar Nicodemus de uma vez por todas e tentar roubar, dele, a pedra mágica.
- Aldo Ray como Sullivan, o comparsa de Jenner. Ele não quer que Jenner mate Nicodemus e se recusa a ajuda-lo em sua maliciosa missão, embora ele aceite relutantemente.
- John Carradine como a Grande Coruja, uma gigantesca coruja que come ratos mas que decide ajudar a Sra. Brisby quando fica sabendo que ela é viúva de Jonathan. É ela quem diz a Brisby para procurar a roseira da fazenda para falar com Nicodemus.
- Shannen Doherty como Teresa Brisby, a filha mais velha de Sra. Brisby. Ela está sempre disposta a ajudar sua mãe a cuidar de seus irmãos.
- Wil Wheaton como Martin Brisby, o primeiro filho da Sra. Brisby e o segundo filho mais velho de todos depois de Teresa. Ele sempre quer provar que é grande o suficiente para lutar contra tudo e acredita que não tem medo de nada.
- Ina Fried como Timothy "Timmy" Brisby, segundo filho da Sra. Brisby e terceiro mais velho. Ele fica doente de pneumonia, obrigando a Sra. Brisby a fazer uma jornada para encontrar uma cura para ele.
- Jodi Hicks como Cynthia Brisby, a filha caçula da Sra. Brisby. Ela é a mais curiosa dos quatro filhos de Brisby.
- Edie McClurg como Miss Right, uma corvo fêmea que se torna a namorada de Jeremy no final do filme.
- Tom Hatten como Fazendeiro Fitzgibbon, o dono da fazenda a qual os personagens moram.
- Lucille Bliss como Sra. Beth Fitzgibbon, esposa do dono da fazenda.
- Joshua Lawrence como Billy Fitzgibbon, o filho dos Fitzgibbon que captura Brisby na cozinha e a tranca numa gaiola.

## Produção

### Plano de fundo
No ano de 1972, os direitos do livro Mrs. Frisby and the Rats of NIMH do escritor Robert C. O'Brien foram oferecidos para a Walt Disney Pictures, mas acabaram sendo recusados pela empresa.
The Secret of NIHM foi a primeira produção em longa-metragem a ser dirigida por Don Bluth. Em setembro de 1979, ele, seus colegas animadores, Gary Goldman e John Pomeroy, e mais oito outras equipes de animação deixaram o departamento de animação da Disney para montar seu próprio estúdio independente, a Don Bluth Productions. O estúdio funcionou, inicialmente, do lado de fora da casa de Bluth, mas mudou-se meses depois para uma instalação de dois andares com 510 m² no bairro de Studio City em Los Angeles, California. Enquanto eles ainda trabalhavam na Disney, eles produziram o curta-metragem de 27 minutos Banjo the Woodpile Cat como um projeto paralelo para obter outras habilidades de produção que a empresa e seu programa de animação não estavam abordando. Bluth pediu a Ron Miller, genro de Walt Disney e presidente-CEO da empresa homônima na época, para ver Banjo, mas Miller recusou; como lembrou Goldman: "Isso tirou o entusiasmo de nós. Esperávamos que o estúdio gostasse do que estávamos fazendo e concordasse em comprar os direitos do nosso filme e nos permitisse terminar o curta-metragem no estúdio, o que nos permitiria recuperar o que gastamos em termos de dinheiro e as muitas horas que nós e os outros membros da equipe investimos no filme".
Antes de começarem a fazer Banjo, o artista e escritor de histórias Ken Anderson estava lendo o livro Mrs. Frisby and the Rats of NIMH, que ele chamou de "uma história maravilhosa". Ele deu o livro a Bluth para ele ler e fazer um filme depois que Bluth terminou sua função de diretor de animação em Meu Amigo o Dragão. Bluth mais tarde mostrou NIMH ao diretor de animação da Disney Wolfgang Reitherman, que recusou as ofertas de Bluth para fazer um filme baseado no livro, afirmando: "Nós já temos um rato [em referência a Mickey Mouse] e fizemos um filme sobre ratos recentemente [The Rescuers]". No entanto, Bluth também apresentou o romance aos outros funcionários que trabalhariam para a Don Bluth Productions mais tarde e todos adoraram o romance. Dois meses depois, o ex-executivo da Disney, James L. Stewart, que até então havia co-fundado a Aurora Productions, chamou Goldman e contou a ele sobre a ideia de Ken Anderson de fazer um filme baseado em NIMH. A pedido de Bluth, Goldman e John Pomeroy, a Aurora Productions adquiriu os direitos do livro e ofereceu à Don Bluth Productions um prazo de trinta meses para concluir o filme e um orçamento inicial de US$ 5,7 milhões, um tempo e orçamento mais apertado do que a maioria das produções de animação da Disney na época.

### Escolha do elenco
Goldman descreveu o processo de seleção de elenco como "emocionante, divertido e às vezes estranho". Ele afirmou que, focando nas características de cada personagem, as vozes e as habilidades de atuação eram cruciais, dizendo que o uso de vozes adicionadas à textura de um filme fazia parte da filosofia da equipe no desenvolvimento de um filme. Goldman achou que a convocação mais estranha do elenco era de Dom DeLuise para a voz do corvo Jeremy, que Goldman, Bluth e Pomeroy haviam considerado depois de assistirem ao filme de 1978 The End; Elizabeth Hartman foi escalada como a Sra. Brisby, com Goldman chamando sua atuação em A Patch of Blue de "tão crível e sincera que todos sentimos que ela estava certa para o papel"; Pomeroy sugeriu Derek Jacobi, que estrelou numa minissérie britânica de 1976 chamada I, Claudius, para fazer o papel de Nicodemos. Peter Strauss, a quem a equipe já havia visto em outra minissérie de 1976, Rich Man, Poor Man, foi escolhido para dublar Justin. Paul Shenar foi designado para interpretar Jenner, uma vez que os produtores aprovaram sua "voz sombria e poderosa". O ator shakespeariano John Carradine era "perfeito para a sombria e ameaçadora Coruja", enquanto Aldo Ray foi designado para dublar Sullivan, a quem Goldman disse "também tinha uma grande voz distinta".

### Animação

A senhora Brisby conhece Nicodemos. Técnicas de luz de fundo foram usadas nesta cena para dar aos olhos de Nicodemos um brilho intenso

A produção de The Secret of NIMH durou de janeiro de 1980 ao início de junho de 1982. O estúdio partiu com o objetivo explícito de retornar com o estilo de animação da "era de ouro", concentrando-se em personagens e histórias fortes e experimentando coisas incomuns; também foram usadas técnicas de animação mais trabalhosas. Bluth acreditava que técnicas mais antigas estavam sendo abandonadas em favor de menores custos de produção e a única maneira pela qual a animação poderia sobreviver era continuar com os métodos tradicionais de produção. Entre as técnicas experimentadas em The Secret of NIMH estavam a rotoscopia, várias passagens na câmera para obter sombras transparentes, animação em contraluz (onde os mattes animados são fotografados com luz brilhando através de géis coloridos para produzir áreas brilhantes para efeitos artificiais de luz e fogo) e várias paletas de cores para os personagens caberem em diferentes situações de iluminação, de luz do dia, noite, ambientes quentes, subaquático, etc; a Sra. Brisby teve quarenta e seis situações de iluminação diferentes, portanto, havia quarenta e seis paletas de cores diferentes, ou listas de cores, para ela. Duas versões modernas e computadorizadas de câmera multiplano também foram fabricadas para esta produção.
Para obter a animação completa detalhada do filme, mantendo o orçamento apertado, o estúdio se esforçou para reduzir ao mínimo qualquer desperdício de tempo e recursos. A equipe costumava trabalhar longas horas sem recompensa financeira imediata (embora lhes fosse oferecida uma parte dos lucros do filme, uma prática comum para produtores, diretores e estrelas de filmes em live-action, mas nunca antes oferecida aos artistas em um filme de animação); o produtor Gary Goldman lembrou-se de trabalhar cento e dez horas por semana durante os seis meses finais de produção. Cerca de cem funcionários internos trabalharam no filme, com a pintura de celulósticos intensiva em mão-de-obra cultivada para quarenta e cinco pessoas trabalhando em casa. Muitas funções secundárias, incluindo trabalhos de desenhos extras e de voz de multidões, foram feitas pela equipe interna. O custo final do filme foi de US$ 6,3 milhões; os produtores Bluth, Goldman e Pomeroy, além dos próprios executivos da Aurora Productions, hipotecaram suas casas coletivamente por US$ 700.000 para concluir o filme, com o entendimento de que seu investimento seria o primeiro a ser pago. O longa foi o sexto filme de animação a ser apresentado no sistema de som Dolby Stereo.
Ao animar a luta de espadas entre Justin e Jenner, os animadores fizeram referências a sequências semelhantes em filmes como The Adventures of Robin Hood (1938) e The Vikings (1958).

### Roteiro
"O amuleto era um dispositivo, ou símbolo, para representar o poder interno da corajosa Sra. Brisby... De muitas maneiras, era uma extensão da Sra. Brisby... Uma extensão visual de seu poder interno, que se tornou muito difícil de se retratar em um filme"

– Don Bluth, explicando a inclusão do amuleto no filme
Um dos primeiros rascunhos do filme foi escrito por Steven Barnes, que recebeu um crédito de consultor criativo no filme final e estava mais próximo do romance original. A história teria se concentrado mais nos ratos e em seu tempo no laboratório de NIMH, como era no livro, mas isso acabou sendo reduzido a um pequeno flashback em revisões posteriores para trazer melhor à tona a história da Sra. Brisby; nesse mesmo rascunho, Barnes também incluiu um rato fêmea chamado Isabella (descrita como "uma rata jovem, fofa e com uma queda por Justin"), que foi deixada de fora e muito de seu diálogo foi dado a Nicodemos. Uma sinopse revisada datada de 2 de julho de 1980 por um autor não atribuído levaria o filme para mais perto de sua história original do livro de O'Brien, que terminou com o misterioso desaparecimento dos ratos, levando os personagens e o público a se perguntarem se eles realmente existiram ou se os animais eram apenas uma ilusão.
O próprio Bluth mais tarde faria várias mudanças na história, principalmente com a adição de elementos místicos não presentes no romance original. Ele explicou: "Em relação à magia, realmente acreditamos que a animação exige alguma magia, para dar a ela uma qualidade especial 'fantástica'". Isso foi mais aparente no amuleto mágico dado à Sra. Brisby, que deveria ser uma representação visual do poder interno de sua personagem; algo mais difícil de mostrar no filme. O objetivo também era introduzir um aspecto espiritual na trama, com o diretor comentando: "A pedra ou amuleto é apenas um método para deixar o público saber que a Sra. Brisby encontrou 'Coragem do Coração'. Magia? Talvez. Espiritual? Sim"; na mesma linha, Nicodemos foi transformado em mago para "criar mais mistério" sobre ele e a colônia de ratos. O antagonista Jenner ganhou muito mais destaque no filme do que tinha no livro original de modo que a trama gerasse mais emoção em sua história.
Durante a produção do filme, a Aurora Productions entrou em contato com a Wham-O, a empresa fabricante do disco Frisbee, com preocupações sobre possíveis violações de marcas comerciais, uma vez que o nome da Sra. Frisby no livro original de O'Brien foi usado no filme; a Wham-O rejeitou o pedido de renúncia da Aurora para usar o mesmo nome fonético de seu brinquedo "Frisbee" no longa. A Aurora, então, informou a Bluth que o nome da Sra. Frisby teria que ser alterado. Até então, o trabalho de dublagem já havia sido gravado para o filme, então a mudança de nome para "Sra. Brisby" exigiria regravações de algumas falas e, como John Carradine não estava disponível para gravações adicionais, era necessário editar cuidadosamente o som das dublagens, retirando o som da letra "F" das falas de Carradine e substituindo com o som de "B", alterando o nome de "Frisby" para "Brisby".

## Trilha sonora
O álbum The Secret of NIMH Original Motion Picture Soundtrack contém músicas do filme escritas por Jerry Goldsmith e executadas pela National Philharmonic Orchestra, com seleções vocais de Paul Williams e Sally Stevens. Foi a primeira composição de Goldsmith para um filme de animação, que ele admitiu ter sido tão diferente de seu trabalho normal que, no final, abordou o projeto como uma trilha sonora de ação ao vivo, empregando o mesmo tipo de temas estendidos e desenvolvimento estrutural. O que dificultou o processo de pontuação para Goldsmith foi o fato de ele ter que marcar cenas inacabadas: "Eu estava constantemente telefonando com eles [os produtores]. Eles estavam constantemente adicionando cenas enquanto eu me perguntava: 'O que está acontecendo nesta aqui?' e 'O que está acontecendo nesta outra aqui?'".
David Horten passou um ano trabalhando no design de som do filme, que foi supervisionado por Goldman. Goldman achou o trabalho sonoro de Horten sua segunda parte favorita do processo de produção, lembrando que alguns de seus "mais belos esforços" tiveram que abrir caminho para as gravações da música de Goldsmith: "Lembro-me de ouvir a orquestração de sons ambientais e efeitos sonoros específicos de David para a sequência do trator de oito minutos sem a pista musical de Jerry. Foi incrível. Mas, assim como a pista musical de oito minutos de Jerry, ela continua extremamente poderosa. Conseguimos combinar muitos sons de David, tratando-os como parte da orquestra. Ficou ótimo, mas não pude deixar de sentir empatia por David".
O álbum da trilha sonora foi lançado em 2 de julho de 1982 (mesma data de lançamento do filme) no formato vinil e relançado em 3 de março de 1995 em CD com uma lista de faixas reorganizada.
A lista de faixas a seguir é do relançamento em CD de 1995:
1. "Main Title" (3:13)
2. "Allergic Reaction/Athletic Type" (2:40)
3. "Flying Dreams Lullaby" (3:45) – interpretada por Sally Stevens, arranjada por Ian Fraser
4. "The Tractor" (2:58)
5. "The Sentry Reel/The Story of NIMH" (6:03)
6. "Escape from NIMH/In Disguise" (4:58)
7. "Flying Dreams" (3:21) – letras escritas e interpretadas por Paul Williams, melodia composta por Jerry Goldsmith
8. "Step Inside My House" (4:40)
9. "No Thanks" (2:01)
10. "Moving Day" (7:57)
11. "The House Rising" (4:33)
12. "Flying High/End Title" (2:38)

## Recepção

### Promoção e lançamento
Tim Hildebrandt passou duas semanas pintando o cartaz de The Secret of NIMH.
A empresa distribuidora do filme, a MGM/UA Communications Co., quase não fez nenhuma promoção para o filme, levando a própria Aurora Productions a financiar uma campanha de publicidade. Os financiadores esperavam que o filme fosse lançado em larga escala em 1.000 salas de cinema, mas a MGM optou por um fim de semana de abertura limitado a apenas 100 salas, com seu lançamento ampliado em apenas 700. Embora The Secret of NIMH tivesse enfrentado a fortíssima concorrência de E.T.: O Extraterrestre, dirigido pelo futuro parceiro de Bluth, Steven Spielberg, a animação teve um desempenho muito bom nas bilheterias estadunidenses ao superar em sua semana de abertura Poltergeist, Rocky III, Firefox e Star Trek II: The Wrath of Khan. No entanto, como resultado das poucas salas de cinema onde esteve em cartaz, além da competição com outros lançamentos de verão, The Secret of NIMH se tornou apenas um sucesso moderado, arrecadando US$ 14.665.733 na América do Norte, embora tenha sido mais bem-sucedido comercialmente em seu lançamento em home video.

### Resposta crítica
The Secret of NIMH recebeu muitos elogios da crítica após seu lançamento. A animação tem uma taxa de aprovação de 96% no Rotten Tomatoes, com base em vinte e seis revisões, obtendo uma classificação média de 7.11/10; o consenso crítico diz: "The Secret of NIMH é um conto sombrio e bem contado, que respeita o público jovem o suficiente para não atenuar o assunto". Em outro agregador de críticas, o Metacritic, NIMH possui a pontuação 76/100 com base em 15 resenhas, indicando "revisões geralmente favoráveis".
Os críticos Gene Siskel e Roger Ebert deram ao filme dois votos positivos "sim" para o filme no programa de TV norte-americano Sneak Previews com Ebert afirmando que "Walt Disney teria gostado de The Secret of NIMH". Ebert também deu a Secret of NIMH três das quatro estrelas em sua crítica ao Chicago Sun-Times, chamando-o de "um sucesso artístico", elogiando a qualidade de sua animação e argumentando que o filme "contém essa raridade absoluta entre os desenhos animados de longa-metragem, além de uma premissa interessante"; no entanto, Ebert descobriu que NIMH pode não ressoar tão bem em nível emocional com os espectadores mais jovens, já que "ele [o filme] tem tantos personagens e os envolve em tantos problemas diferentes que não há ninguém para as crianças na platéia se identificarem fortemente". Siskel, escrevendo para o Chicago Tribune, achou o filme "encantador", mas afirmou que a narrativa estava "cheia de personagens sem importância demais" e que Dom DeLuise "inseria muito de si" no personagem Jeremy; apesar disso, Siskel considerou o filme, particularmente a segunda metade, um "prazer genuíno" e sentiu que até os adultos serão atraídos para ver a história até o final, dando à animação três estrelas de quatro em sua crítica. Em sua crítica durante o relançamento do filme em VHS em 1990, Jeff Unger, da Entertainment Weekly, deu ao filme uma nota "A", chamando-o de "uma adaptação maravilhosa" do livro original, acrescentando que "Bluth e seus animadores foram abençoados ao optar por reviver uma forma de arte ameaçada: a animação clássica e detalhada. Eles desenharam seus personagens com requinte e deram-lhes personalidades individuais. Todo o conjunto, artistas, atores, animais e músicos, criaram algo único: a primeira corrida de ratos agradável do mundo cinematográfico". Da mesma forma, Richard Corliss, da revista Time, chamou o filme de "algo maravilhoso de se ver".

### Prêmios e indicações
The Secret of NIMH ganhou o Prêmio Saturno na categoria de "Melhor Filme de Animação" durante a edição da décima cerimônia, a qual também recebeu uma indicação para "Melhor Filme de Fantasia" (perdendo para O Cristal Encantado); em seu discurso de agradecimento, Bluth comentou: "Obrigado. Achamos que ninguém havia nos notado". O filme também foi indicado para "Melhor Longa-Metragem de Família para Animação, Musical ou Fantasia" durante a quarta cerimônia do Young Artist Awards, sendo derrotado por E.T.: O Extraterrestre. Em 2008, NIMH foi nomeado pelo American Film Institute para integrar sua lista dos "dez melhores filmes de animação estadunidenses", mas acabou ficando de fora na lista final.
| Cerimônia           | Categoria                                                           | Recipiente | Resultado |
| ------------------- | ------------------------------------------------------------------- | ---------- | --------- |
| Prêmio Saturno      | Melhor Filme de Animação                                            | Don Bluth  | Venceu    |
| Prêmio Saturno      | Melhor Filme de Fantasia                                            | Don Bluth  | Indicado  |
| Young Artist Awards | Melhor Longa-Metragem de Família para Animação, Musical ou Fantasia | Don Bluth  | Indicado  |

## Mídia doméstica
The Secret of NIMH se tornou disponível em Super-8 em vários formatos de home video em 1983, incluindo VHS, Betamax, CED, Video8 e Laserdisc, que foram distribuídos pela MGM Home Entertainment na América do Norte e Warner Home Video na Europa, Austrália e Japão. Uma versão em formato Video 2000 também foi lançada exclusivamente na Europa. Com um preço por unidade a setenta e nove dólares nos Estados Unidos, a versão em VHS vendeu aproximadamente vinte e cinco mil cópias nos primeiros meses.
Em 6 de setembro de 1990, o filme foi relançado nos formatos VHS e Laserdisc em uma nova campanha publicitária com preços mais baixos nas lojas de varejo. Foi com esse relançamento em home video, bem como as transmissões na televisão a cabo, que NIMH conquistou um status cult após muito tempo depois de sua estreia no cinema. Isto foi seguido por um outro relançamento em VHS sob o rótulo MGM/UA Family Entertainment em 1994, juntamente com um lançamento inédito nas versões CD-i e VCD no mesmo ano, que estava disponível exclusivamente pela Warner Home Video.
O filme foi lançado em DVD pela primeira vez em 17 de novembro de 1998, sendo relançado nesse formato várias vezes nos anos seguintes, tanto como um lançamento independente quanto em conjunto com outros filmes de animação da MGM ou da 20th Century Fox. Don Bluth e Gary Goldman mais tarde supervisionaram uma restauração em alta definição do filme, que foi lançada em 19 de junho de 2007 em um DVD de dois discos chamado "Family Fun Edition"; as melhorias na transferência em relação ao DVD de 1998 incluem correção de cores e remoção de sujeira e poeira, além de recursos especiais, como comentários em áudio dos produtores e uma entrevista com estes e os dubladores. Por fim, a animação foi lançada em Blu-ray em 29 de março de 2011, mantendo os recursos especiais da "Family Fun Edition".

## Legado

### Sequência
Uma sequência lançada diretamente em vídeo, dirigida por Dick Sebast e produzida pela Metro-Goldwyn-Mayer Animation, intitulada The Secret of NIMH 2: Timmy to the Rescue foi lançada em 22 de dezembro de 1998. Ambientado alguns anos após os eventos do primeiro filme, o enredo se concentra no filho da Sra. Brisby, Timothy, enquanto ele luta para viver de acordo com a reputação de prestígio de seu pai. Com exceção de Dom DeLuise e Arthur Malet, que reprisaram seus papéis de Jeremy e Sr. Ages respectivamente, nenhum dos dubladores originais do primeiro filme retornou para esta sequência. O filme foi feito com nenhuma participação ou envolvimento de Don Bluth e foi contestado pelos críticos e fãs após o lançamento.

### Remakeemlive-action
Em 27 de julho de 2009, foi anunciado que a Paramount Pictures estaria trabalhando com Neil Burger em um remake de The Secret of NIMH; nada se materializou desde então.
Em 4 de março de 2015, a Deadline.com informou que a MGM havia readquirido os direitos de produzir um novo filme baseado no romance original Mrs. Frisby and the Rats of NIMH. O filme será produzido pela equipe de Daniel Bobker e Ehren Kruger, com roteiro do escritor da franquia Ice Age Michael Berg. Esse remake terá a estréia de James Madigan como diretor de cinema. Prevê-se que o remake utilizará técnicas de CGI/live-action como Os Smurfs e Alvin e os Esquilos. O estúdio planeja transformar o romance em uma franquia de filmes.
Em 10 de abril de 2019, foi anunciado que os irmãos Russo serão os produtores executivos do remake.